# تيرنر كلاسيك موفيز
تيرنر كلاسيك موفيز (بالإنجليزية: Turner Classic Movies)‏ (يختصر عادة باسم TCM)، هي قناة أمريكية، تقوم ببث الأفلام والمسلسلات التلفزيونية القديمة، بواسطة التلفزيون الكبلي والتلفزيون الفضائي. وتملكها نظام تيرنر للبث، إحدى الشركات التابعة ل شركة تايم وارنر. ويقع المقر الرئيسي لها بوسط الحي التجاري في أتلانتا، جورجيا.

## وصلات خارجية
- الموقع الرسمي